# 정릉동
정릉동(貞陵洞)은 서울특별시 성북구에 속한 법정동이다. 4개의 행정동으로 나뉘어 있다.

## 역사

### 지명 유래
정릉동이란 지명 유래는 조선 태조 이성계의 둘째 왕비 신덕왕후 강씨의 능인 정릉이 있다 하여 붙여진 이름으로서, 원래 이곳 지명이 사을한리(沙乙閑里)라 했는데 우리말 “살한이”를 한자음으로 옮긴 것이다. 이곳에 신덕왕후의 정릉으로 인해 정릉이라는 지명이 생겨나게 된 것이다.
정릉1, 2동은 신덕왕후의 정릉이 생긴 이래로 ‘능말’이라고 불렸으며, 나중에는 대정릉동, 소정릉동으로 불리게 되었다. 정릉3동은 ‘손가정(孫哥亭)’이라고 불렸는데 밀양 손씨의 집성촌이었기 때문에 유래한 이름이다. 정릉4동 중에서도 서쪽의 북한산과 인접한 지역을 ‘청수동(淸水洞)’이라고 하였는데, 이는 정릉천 물이 맑기 때문에 붙은 명칭이다. 청수동에는 1910년대에 ‘청수장(淸水莊)’이라는 일본인의 별장이 세워졌고, 그 건물은 한국전쟁 이후 동명의 요정으로 쓰이다가 2001년부터는 외형만 보존하여 북한산 국립공원 탐방 안내소로 사용되고 있는데, 이러한 유래로 이 지역은 지금도 ‘청수장’이라는 이름으로 통용된다.

### 연혁
- 1911년 : 경기도 경성부 숭신면 대정릉동, 소정릉동, 청수동, 손가정
- 1914년 4월 1일 : 위 네 지역을 통합하여 경기도 고양군 숭인면 정릉리로 정함
- 1955년 4월 18일 : 행정동제 실시로 정릉제1동과 정릉제2동으로 분리[4]
- 1964년 10월 29일 : 관할구역 조정으로 정릉1, 2동에서 정릉3동 분동[5]
- 1970년 5월 18일 : 동의 관할구역 조정 및 법정동과 행정동의 명칭 일치로 정릉1,2,3동에서 정릉4동 분동[6]
- 1973년 7월 1일 : 숭인출장소 및 노해출장소 폐지. 숭인출장소 폐지로 정릉동이 성북구 직할 관할[7]
- 1988년 5월 1일 : 서울특별시 성북구 동사무소, 동명칭 및 구역 획정[8]

## 교육

### 대학교
- 국민대학교
- 서경대학교

### 고등학교
- 고려대학교 사범대학 부속고등학교
- 대일외국어고등학교
- 대일관광고등학교

### 중학교
- 고려대학교 사범대학 부속중학교
- 북악중학교

### 초등학교
- 서울정릉초등학교
- 서울청덕초등학교
- 서울숭덕초등학교
- 서울정수초등학교

## 교통

### 철도
- ● 서울 경전철 우이신설선 북한산보국문역, 정릉역

### 버스 업체
- 대진여객 - 본사이자 차고지가 위치하고 있음

## 여담
정릉동에서는 1969년에 준공된 정릉 스카이아파트가 2017년까지 48년 내내 존속된 건축물로, 140여 가구 규모로 이루어져 있는 서울 최고령 아파트로 기네스에 등극하였으며, 다큐멘터리 3일이나 수많은 뉴스 컨텐츠 등에서도 널리 소개되었던 것으로 드러나고 있어, 서울시민과 지역 주민의 남다른 애환을 담긴 적도 있었던 것으로 보인다. 정릉 스카이아파트가 철거된 자리에는 임대주택으로 운영하게 될 행복주택이 앞으로 입주할 예정에 있는 것으로 드러나고 있다.

## 아파트
| 단지명             | 건설사       | 시행사                           | 주소                 | 입주        | 비고                                                   |
| ------------------ | ------------ | -------------------------------- | -------------------- | ----------- | ------------------------------------------------------ |
| 푸른마을 동아      | 동아건설산업 |                                  | 성북구 서경로 31     | 2003년 10월 | 정릉숭덕지구 재건축                                    |
| 정릉 푸르지오      | 대우건설     | 정릉2구역 주택재개발정비사업조합 | 성북구 보국문로 19   | 2005년 11월 | 정릉2구역 재건축                                       |
| 정릉1차 e편한세상  | 대림산업     | 정릉5구역 주택재건축정비사업조합 | 성북구 솔샘로24길 15 | 2006년 6월  | 정릉5구역 재건축                                       |
| 정릉2차 e편한세상  | 대림산업     |                                  | 성북구 북악산로 851  | 2009년 6월  |                                                        |
| 정릉3차 힐스테이트 | 현대건설     | 정릉6구역 주택재개발정비사업조합 | 성북구 보국문로 116  | 2008년 6월  | 정릉6구역 재개발                                       |
| 정릉2차 힐스테이트 | 현대건설     |                                  | 성북구 정릉로 292    | 2004년 12월 | 정릉새마을연립 재건축                                  |
| 정릉1차 힐스테이트 | 현대건설     |                                  | 성북구 북악산로 831  | 2007년 5월  | 정릉제일연립 재건축 '정릉2차 현대홈타운'에서 명칭 변경 |